# Jan Patočka
Jan Patočka, född  1 juni 1907 i Turnov, död 13 mars 1977 i Prag, var en betydelsefull tjeckisk filosof, som gjorde viktiga bidrag till fenomenologin.

## Biografi
Jan Patočka studerade i Prag, Paris, Berlin och Freiburg, och var en av fenomenologins grundare Edmund Husserls sista studenter, och därmed även Martin Heideggers student. En annan han studerade under i Freiburg var Eugen Fink, och kontakten skulle utvecklas till en livslång vänskap.
Åren 1951–1968 förbjöds han att undervisa i sitt hemland. 1977 var han en av grundarna och språkrören för Charta 77, en människorättsrörelse i Tjeckoslovakien. Tillsammans med andra bannlysta intellektuella undervisade han vid det så kallade ”underjordiska universitetet”, vilket var en informell institution som försökte ge en ocensurerad och fri kulturell utbildning. Dagarna före hand död, sägs det att han var utsatt för en hård utfrågning av den tjeckoslovakiska hemliga polisen, på grund av sitt samröre med ”det underjordiska universitetet”. Han dog vid 69 års ålder av en hjärtattack.
Hans bror František Patočka var en berömd mikrobiolog.

## Filosofi
Jan Patočkas verk kretsar huvudsakligen kring den ursprungliga, givna livsvärlden (die Lebenswelt), dess struktur och människorna i den. Han försöker utveckla sina husserlska begrepp under inflytande av några grundläggande heideggerska teman (det vill säga dennes historicitet, teknicitet etc). Å andra sidan kritiserar han även Heidegger för att inte tillräckligt gå till grunden med de basala strukturerna i varande-i-världen, ett varande som enligt Patočka inte är sanningen som altheia (den avslöjade sanningen); detta synsätt fick honom att uppskatta Hannah Arendts arbeten. Utifrån denna ståndpunkt formulerade han en egen, självständig teori om ”de tre rörelserna av den mänskliga existensen”: 1) emottagande, 2) återskapande, och 3) transcendens. Han översatte också flera verk av Friedrich Hegel och Friedrich von Schelling till tjeckiska.
Essäsamlingen Kaciřské eseje o filosofii dějin (Heretiska essäer i historiefilosofi), analyseras ingående av Jaques Derrida i The Gift of Death.
Vid sidan av arbetena om livsvärlden skrev han analyser av de försokratiska och klassiska grekiska filosoferna, samt flera längre historieutredningar om hur de grekiska idéerna format föreställningen om Europa. Vidare deltog han i diskussioner om modern tjeckisk filosofi, konst, historia och politik.